# Igor Budiša
Igor Budiša (* 23. September 1977 in Osijek, SR Kroatien) ist ein kroatischer Fußballspieler. Er spielt auf der Position des Innenverteidigers.

## Karriere
In seiner Jugend spielte er beim NK Osijek, wo er auch sein erstes Profijahr absolvierte. Danach spielte er noch bei zwei anderen kroatischen Clubs Dinamo Zagreb und Marsonia Slavonski Brod. Ab 2000 spielte er in Deutschland. Zuerst in Deutschland in der Regionalliga Süd bei Eintracht Trier. Ein Jahr später ging Budiša zum 1. FC Saarbrücken in die 2. Bundesliga. Im Winter wechselte er dann für 150.000 € zum Ligakonkurrenten Schweinfurt. Von 2002 bis 2003 spielte er in Griechenland zuerst bei Panachaiki und dann bei Skoda Xanthi. Für die Saison 2004/05 wechselte er wieder zu Eintracht Trier, die inzwischen in die 2. Bundesliga aufgestiegen war. Im DFB-Pokal absolvierte er drei Spiele für Trier. Nach zwei Jahren wechselte er in die Premjer-Liga zu Schinnik Jaroslawl. Mit dem Club stieg er in die 1. Division ab und im folgenden Jahr wieder auf. In China spielte er ein Jahr beim chinesischen Erstligisten Qingdao Jonoon und dann 18 Monate bei Jiangsu Sainty. Dann spielte er wieder in Kroatien beim Erstligisten HNK Šibenik. Nach bereits einem Jahr wechselte er ablösefrei zum Aufsteiger RNK Split. Seit 2012 ist er für diverse unterklassige kroatische Vereine aktiv.

## Erfolge
- Kroatischer Meister, Pokalsieger und Supercupsieger 1996 mit Croatia Zagreb
- Meister der russischen Division 2006 mit Schinnik Jaroslawl
- Meister der 2. chinesischen Liga 2008 mit Jiangsu Sainty